# Folketingsmedlemmer valgt i 1975
Ved folketingsvalget 9. januar 1975 blev følgende folketingsmedlemmer indvalgt valgt fra partierne:
| Partibogstav | Partinavn                    | Partileder        | Mandater | +/- | Kredsmandater | Tillægsmandater |
| ------------ | ---------------------------- | ----------------- | -------- | --- | ------------- | --------------- |
| A            | Socialdemokratiet            | Anker Jørgensen   | 53       | +7  | 51            | 2               |
| B            | Det Radikale Venstre         | Svend Haugaard    | 13       | -7  | 8             | 5               |
| C            | Det Konservative Folkeparti  | Poul Schlüter     | 10       | -6  | 3             | 7               |
| F            | Socialistisk Folkeparti      | Gert Petersen     | 9        | -2  | 5             | 4               |
| K            | Danmarks Kommunistiske Parti | Knud Jespersen    | 7        | +1  | 3             | 4               |
| M            | Centrum-Demokraterne         | Erhard Jacobsen   | 4        | -10 | 0             | 4               |
| Q            | Kristeligt Folkeparti        | Jens Møller       | 9        | +2  | 5             | 4               |
| V            | Venstre                      | Poul Hartling     | 42       | +20 | 39            | 3               |
| Y            | Venstresocialisterne         | Kollektiv ledelse | 4        | +4  | 0             | 4               |
| Z            | Fremskridtspartiet           | Mogens Glistrup   | 24       | -4  | 21            | 3               |
| Færøerne     |                              |                   |          |     |               |                 |
|              | Javnadarflokkurin            |                   | 1        |     |               |                 |
|              | Tjodveldi                    |                   | 1        |     |               |                 |

På Grønland blev indtil 1979 udelukkende valgt kandidater uden for partierne.

## De valgte medlemmer
| Navn                     | Parti                        |
| ------------------------ | ---------------------------- |
| Ritta Ahm                | Kristeligt Folkeparti        |
| Kristian Albertsen       | Socialdemokratiet            |
| Anders Andersen          | Venstre                      |
| Erik Andersen            | Socialdemokratiet            |
| K. B. Andersen           | Socialdemokratiet            |
| Kaj V. Andersen          | Venstre                      |
| Kirsten Sparre Andersen  | Venstre                      |
| Normann Andersen         | Socialdemokratiet            |
| P. Nyboe Andersen        | Venstre                      |
| Svend Andersen (Nexø)    | Socialdemokratiet            |
| Svend Andersen (Solrød)  | Fremskridtspartiet           |
| John Arentoft            | Fremskridtspartiet           |
| Christian Arnfast        | Centrum-Demokraterne         |
| Svend Auken              | Socialdemokratiet            |
| Hans Bach                | Fremskridtspartiet           |
| Bernhard Baunsgaard      | Det Radikale Venstre         |
| Gunner Baunsgaard        | Det Radikale Venstre         |
| Hilmar Baunsgaard        | Det Radikale Venstre         |
| Svend Bay                | Fremskridtspartiet           |
| Dorte Bennedsen          | Socialdemokratiet            |
| Jens Bilgrav-Nielsen     | Det Radikale Venstre         |
| Hans Kr. Djørup Biltzing | Venstre                      |
| Hans Bjergegaard         | Fremskridtspartiet           |
| Arne Bjerregaard         | Kristeligt Folkeparti        |
| Ritt Bjerregaard         | Socialdemokratiet            |
| Kurt Brauer              | Socialistisk Folkeparti      |
| Peter Brixtofte          | Venstre                      |
| René Robert Brusvang     | Centrum-Demokraterne         |
| Povl Brøndsted           | Venstre                      |
| Lasse Budtz              | Socialdemokratiet            |
| Johannes Burgdorf        | Det Konservative Folkeparti  |
| Mogens Camre             | Socialdemokratiet            |
| Christian Christensen    | Kristeligt Folkeparti        |
| Arne Christiansen        | Venstre                      |
| Henning Christophersen   | Venstre                      |
| E. Haunstrup Clemmensen  | Det Konservative Folkeparti  |
| Poul Dalsager            | Socialdemokratiet            |
| Poul Dam                 | Socialistisk Folkeparti      |
| Knud Damgaard            | Socialdemokratiet            |
| Erling Dinesen           | Socialdemokratiet            |
| Helge Dohrmann           |                              |
| Lone Dybkjær             | Det Radikale Venstre         |
| Knud Enggaard            | Venstre                      |
| Finnur Erlendsson        | Fremskridtspartiet           |
| Ole Espersen             | Socialdemokratiet            |
| Jens Foged               | Venstre                      |
| Steen Folke              | Venstresocialisterne         |
| Villy Fuglsang           | Danmarks Kommunistiske Parti |
| Leif Glensgaard          | Fremskridtspartiet           |
| Mogens Glistrup          | Fremskridtspartiet           |
| Henry Grünbaum           | Socialdemokratiet            |
| Per Gudme                | Det Radikale Venstre         |
| Ove Guldberg             | Venstre                      |
| Hagen Hagensen           | Det Konservative Folkeparti  |
| Børge Halvgaard          | Fremskridtspartiet           |
| Holger Hansen            | Venstre                      |
| Ivar Hansen              | Venstre                      |
| J.K. Hansen              | Socialdemokratiet            |
| Jørgen Peder Hansen      | Socialdemokratiet            |
| Kaj Hansen               | Danmarks Kommunistiske Parti |
| Karen Thurøe Hansen      | Det Konservative Folkeparti  |
| Kurt Hansen              | Venstresocialisterne         |
| Ove Hansen               | Socialdemokratiet            |
| R. Lysholt Hansen        | Socialdemokratiet            |
| Poul Hartling            | Venstre                      |
| Svend Haugaard           | Det Radikale Venstre         |
| Thomas Have              | Socialdemokratiet            |
| Knud Heinesen            | Socialdemokratiet            |
| Kristine Heltberg        | Socialistisk Folkeparti      |
| Karl Hjortnæs            | Socialdemokratiet            |
| Gustav Holmberg          | Venstre                      |
| Erik Holst               | Socialdemokratiet            |
| Peter Holst              | Venstre                      |
| Bent Honoré              | Kristeligt Folkeparti        |
| Frede Houbak             | Venstre                      |
| Svend Erik Hovmand       | Venstre                      |
| Grete Hækkerup           | Socialdemokratiet            |
| Per Hækkerup             | Socialdemokratiet            |
| Palle Hölge              | Fremskridtspartiet           |
| John Haaber              | Venstre                      |
| Bertel Haarder           | Venstre                      |
| Erhard Jacobsen          | Centrum-Demokraterne         |
| Jens Jacobsen            | Venstre                      |
| Kirsten Jacobsen         | Fremskridtspartiet           |
| Svend Jakobsen           | Socialdemokratiet            |
| Egon Jensen              | Socialdemokratiet            |
| Erling Jensen            | Socialdemokratiet            |
| Henning Jensen           | Socialdemokratiet            |
| Jens Peter Jensen        | Venstre                      |
| Jørgen Jensen            | Danmarks Kommunistiske Parti |
| Ove Jensen               | Fremskridtspartiet           |
| Sv. Karlskov Jensen      | Venstre                      |
| Søren Jensen (Hasseris)  | Venstre                      |
| Søren Jensen (Vejen)     | Socialdemokratiet            |
| Knud Jespersen           | Danmarks Kommunistiske Parti |
| Lars Emil Johansen       | Uden for partierne           |
| Jørgen Junior            | Fremskridtspartiet           |
| Anker Jørgensen          | Socialdemokratiet            |
| Søren B. Jørgensen       | Socialdemokratiet            |
| Jens Kampmann            | Socialdemokratiet            |
| Steffen Kjærulff-Schmidt | Fremskridtspartiet           |
| Bent Knie-Andersen       | Venstre                      |
| J. Risgaard Knudsen      | Socialdemokratiet            |
| Ejler Koch               | Socialdemokratiet            |
| Elsebeth Kock-Petersen   | Venstre                      |
| Niels Anker Kofoed       | Venstre                      |
| Jeppe Kristensen         | Venstre                      |
| Inge Krogh               | Kristeligt Folkeparti        |
| Edele Kruchow            | Det Radikale Venstre         |
| Morten Lange             | Socialistisk Folkeparti      |
| Lennart Larsson          | Venstre                      |
| Hans Jørgen Lembourn     | Det Konservative Folkeparti  |
| Nathalie Lind            | Venstre                      |
| Oluf Lowzow              | Det Konservative Folkeparti  |
| C. Wichmann Madsen       | Venstre                      |
| Freddy Madsen            | Danmarks Kommunistiske Parti |
| Mette Madsen             | Venstre                      |
| Jens Maigaard            | Socialistisk Folkeparti      |
| Ole Maisted              | Fremskridtspartiet           |
| Niels Matthiasen         | Socialdemokratiet            |
| Karl Johan Mortensen     | Socialdemokratiet            |
| Poul G. Mortensen        | Socialdemokratiet            |
| Gerda Møller             | Det Konservative Folkeparti  |
| Inge Fischer Møller      | Socialdemokratiet            |
| Jens Møller              | Kristeligt Folkeparti        |
| Ole Røtzler Møller       | Venstre                      |
| Orla Møller              | Socialdemokratiet            |
| Poul H. Møller           | Kristeligt Folkeparti        |
| Otto Mørch               | Socialdemokratiet            |
| Knud E. Nauerby          | Fremskridtspartiet           |
| Helge Nielsen            | Socialdemokratiet            |
| Johan Chr. Nielsen       | Javnadarflokkurin            |
| Jørgen Brøndlund Nielsen | Venstre                      |
| Knud Nielsen             | Socialdemokratiet            |
| Tove Nielsen             | Venstre                      |
| Erik Ninn-Hansen         | Det Konservative Folkeparti  |
| Kai Nyborg               | Fremskridtspartiet           |
| Ivar Nørgaard            | Socialdemokratiet            |
| Ib Nørlund               | Danmarks Kommunistiske Parti |
| Kjeld Olesen             | Socialdemokratiet            |
| Aase Olesen              | Det Radikale Venstre         |
| Erling Olsen             | Socialdemokratiet            |
| Birgitte Oxdam           | Venstre                      |
| Erlendur Patursson       | Tjódveldi                    |
| Aksel Pedersen           | Venstre                      |
| Inger Stilling Pedersen  | Kristeligt Folkeparti        |
| Robert Pedersen          | Socialdemokratiet            |
| Gert Petersen            | Socialistisk Folkeparti      |
| Hans Buchart Petersen    | Socialdemokratiet            |
| Ingomar Petersen         | Det Radikale Venstre         |
| Grethe Philip            | Det Radikale Venstre         |
| Henning Philipsen        | Socialistisk Folkeparti      |
| Johan Philipsen          | Venstre                      |
| Kaj Poulsen              | Socialdemokratiet            |
| Kristen Poulsgaard       | Fremskridtspartiet           |
| Hanne Reintoft           | Danmarks Kommunistiske Parti |
| Nikolaj Rosing           | Uden for partierne           |
| Eva Rothenborg           | Fremskridtspartiet           |
| Winnie Russell           | Socialdemokratiet            |
| Jytte Røge               | Fremskridtspartiet           |
| Poul Schlüter            | Det Konservative Folkeparti  |
| Jes Schmidt              | Centrum-Demokraterne         |
| Erik Sigsgaard           | Venstresocialisterne         |
| Anna Dorith Skriver      | Venstre                      |
| Karl Skytte              | Det Radikale Venstre         |
| Ib Stetter               | Det Konservative Folkeparti  |
| Arne Stinus              | Det Radikale Venstre         |
| Ebba Strange             | Socialistisk Folkeparti      |
| Poul Søgaard             | Socialdemokratiet            |
| Jacob Sørensen           | Venstre                      |
| Svend Erik Sørensen      | Kristeligt Folkeparti        |
| Mogens Tange             | Fremskridtspartiet           |
| Bernhardt Tastesen       | Socialdemokratiet            |
| Mogens Voigt             | Fremskridtspartiet           |
| Kjeld Wamberg            | Fremskridtspartiet           |
| Birte Weiss              | Socialdemokratiet            |
| Preben Wilhjelm          | Venstresocialisterne         |
| Sigurd Ømann             | Socialistisk Folkeparti      |
| Kr. Østergaard           | Venstre                      |

## Personskift i perioden 1975-77
| Stedfortræder  | Parti                        | Afløst medlem  | Dato            | Begrundelse                    |
| -------------- | ---------------------------- | -------------- | --------------- | ------------------------------ |
| Ole Olsen      | Socialistisk Folkeparti      | Morten Lange   | 2. februar 1976 | Lange nedlagde sit mandat.     |
| Litten Hansen  | Venstresocialisterne         | Erik Sigsgaard | 21. april 1976  | Sigsgaard nedlagde sit mandat. |
| Knud Raunkjær  | Venstre                      | Jens Foged     | 31. maj 1976    | Foged afgik ved døden.         |
| Ole Berglund   | Uden for partierne           | Nikolaj Rosing | 17. august 1976 | Rosing afgik ved døden.        |
| Tove Jørgensen | Danmarks Kommunistiske Parti | Hanne Reintoft | 7. oktober 1976 | Reintoft nedlagde sit mandat.  |